# Assassinat de Charles-Ferdinand d'Artois

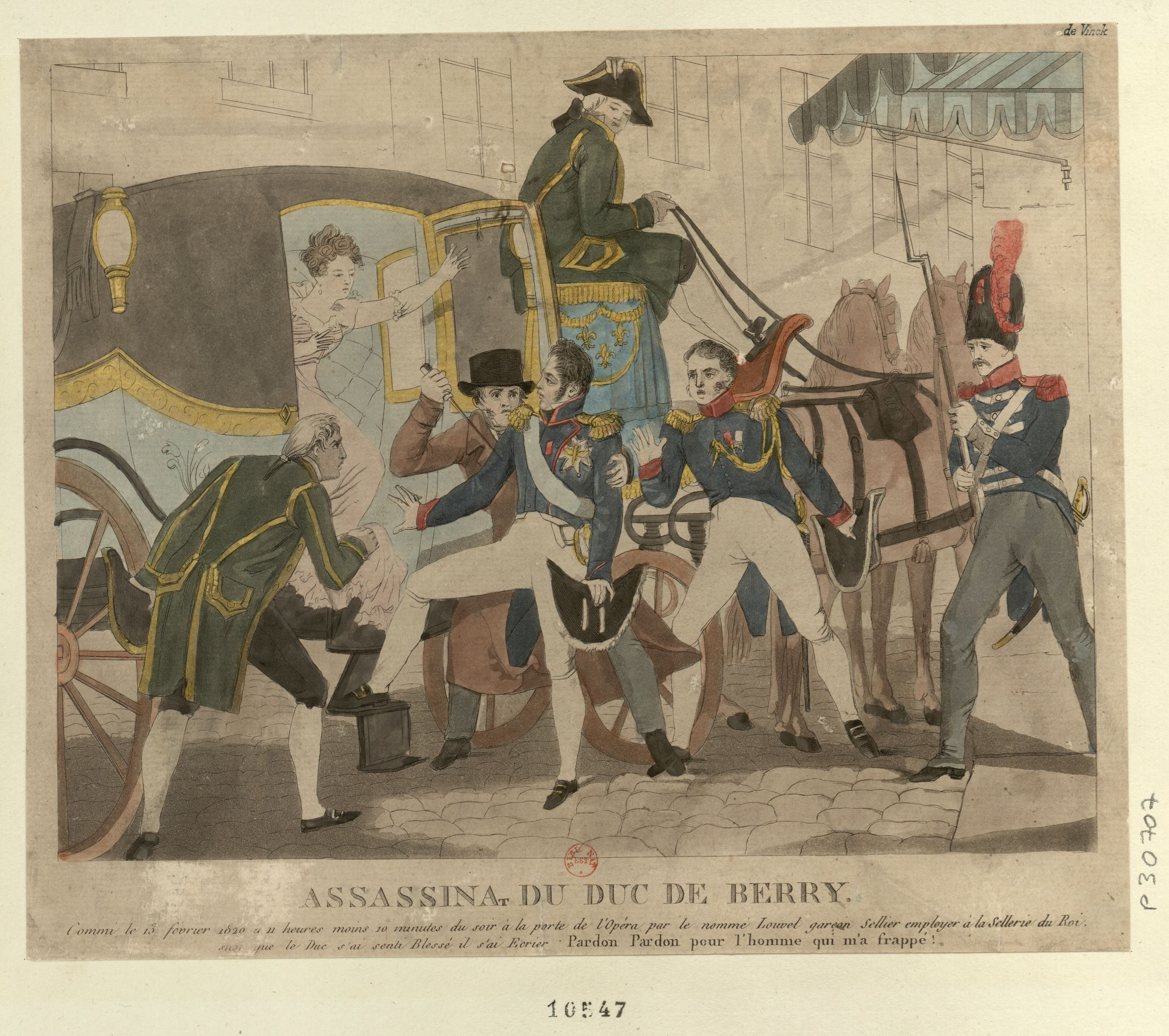
L'assassinat du duc de Berry en février 1820 permet aux ultras de revenir au pouvoir.

Le duc de Berry, neveu du roi Louis XVIII et héritier potentiel au trône de France, est assassiné dans la nuit du 13 au 14 février 1820 par l'ouvrier bonapartiste Louvel.
L'assassinat a un fort retentissement dans le pays car c'est sur le duc de Berry que l'avenir de la dynastie bourbonienne reposait. C'est pourquoi cet assassinat est perçu comme un régicide par l'opinion.
Les ultras-royalistes se déchaînent alors face au président du Conseil Élie Decazes considéré, par sa politique libérale, comme le principal responsable de cette situation.
Louvel est guillotiné  le 7 juin 1820 sur la place de Grève. Le 29 septembre 1820, un enfant naît de Marie-Caroline des Deux-Siciles, la femme du défunt duc. La dynastie est alors sauvée et le nouveau-né est appelé Henri Dieudonné d'Artois.

## Contexte de l'assassinat

### Les mesures libérales de Decazes

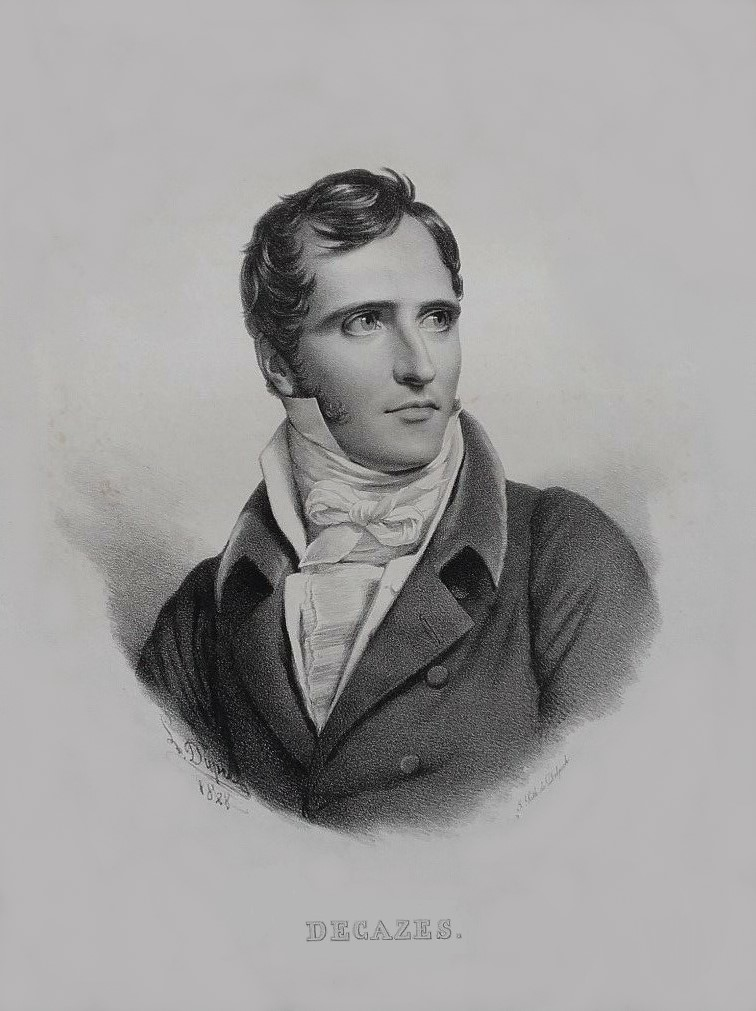
Decazes, figure du royalisme libéral sous la Restauration.

Decazes, à la tête du gouvernement depuis 1818, continue un processus de libéralisation du régime de la Restauration qu'il avait déjà engagé en tant que ministre dès 1816. Cette libéralisation se traduit concrètement par trois lois. La loi Lainé de 1817 réformant le processus électoral, la loi Gouvion-Saint-Cyr de 1818 qui interdit désormais l'entrée automatique des nobles en tant qu'officier dans l'armée et les lois de Serre de 1819, instaurant une relative liberté de la presse. Ces lois vont en fait couper l'herbe sous le pied du gouvernement. En effet, c'est l'opposition républicaine qui bénéficie de la réforme électorale aux dépens des gouvernementaux. Les lois Saint-Cyr et de Serre permettent aux ultras d'avoir des prétextes pour critiquer le gouvernement et la politique de Decazes. Le gouvernement de Decazes est donc relativement fragilisé en ce début d'année 1820.

### L'avenir dynastique?

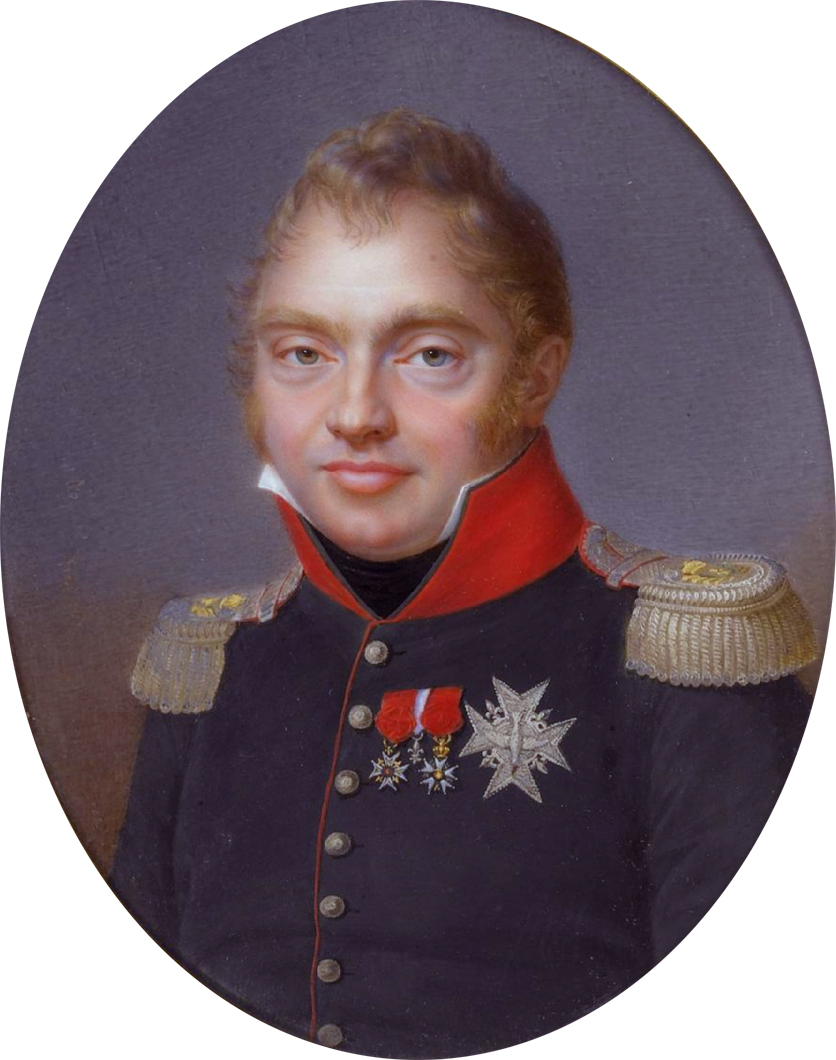
Charles-Ferdinand-Berry, duc de Berry

C'est en fait le couple formé entre Charles-Ferdinand d'Artois et Marie-Caroline de Bourbon-Siciles qui semble le seul en mesure d'assurer une continuité à la dynastie bourbonnienne. Second fils du comte d'Artois et futur roi de France Charles X, il est le seul en état de procréer, son frère aîné ayant déjà passé le cap de la cinquantaine sans enfant, et son oncle Louis XVIII, veuf depuis 1810, n'ayant pas d'enfant. Tous les regards sont donc portés vers ce couple, qui, en 1820, n'a qu'une fille, alors que le duc de Berry a déjà passé la quarantaine.
Selon Jean Lions, un contemporain, le duc était retiré des affaires politiques depuis sa rentrée en France en 1815. Il menait la vie d'un simple particulier, sans garde du corps, ce qui permit à Louvel d'agir facilement.

## L'assassinat

### L'acte de Louvel

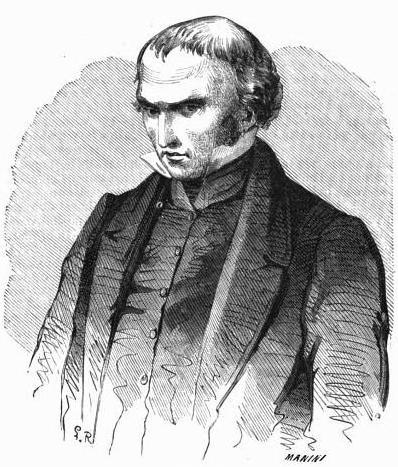
Louvel voulait mettre un terme à la dynastie bourbonienne.

Né en 1783, Louvel apprend à lire avec la déclaration des droits de l'homme et se révèle être un ardent patriote. Il fut théophilanthrope sous le Directoire, avant d'idolâtrer Napoléon Bonaparte qu'il suivra dans son exil à l'île d'Elbe ou encore dans sa débâcle à Waterloo. À partir de 1815, il est employé aux écuries du Roi comme ouvrier-sellier. Pour lui, le retour de la monarchie est insupportable et la seule solution à sa portée est d'anéantir la dynastie. Cet anéantissement passe donc par le meurtre du seul Bourbon capable d'assurer la continuité de la dynastie, à savoir le duc de Berry. Le 13 février 1820 au soir, Louvel assassine le duc.
Le deuil est international. Du 14 au 21 février, les cours européennes, ainsi que la grande foule des anonymes, viennent se recueillir auprès de la dépouille du duc. Il est décidé qu'il sera inhumé à Saint-Denis, grande nécropole des rois de France. Le 14 mars, les obsèques sont célébrées à Saint-Denis. Elles rassemblent la famille royale et plus de quatre mille personnes dans l'enceinte de la cathédrale. Chateaubriand dira que « tout surpasse l'idée que l'on peut se faire de cette pompe ».

## Les suites de l'acte

### Le virage à droite du régime

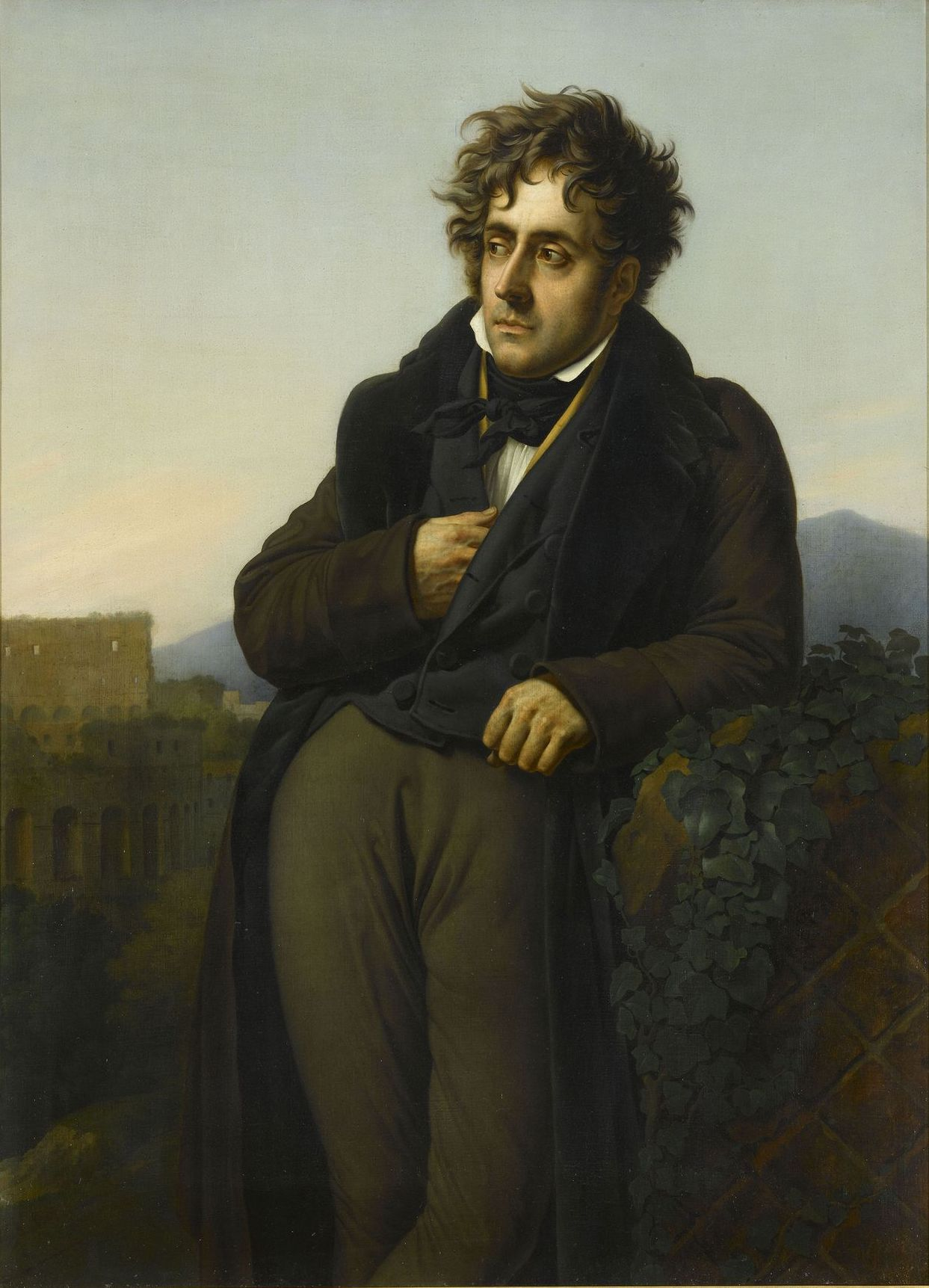
Chateaubriand critique, dans son journal, la politique de Decazes.

La presse ultra se déchaîne contre Decazes, jugé responsable de la situation par son libéralisme. Des journaux comme Le Conservateur de Chateaubriand houspillent la politique libérale de Decazes. Il est accusé de faiblesse envers l'opposition libérale-républicaine, suspectée alors de complicité envers l'assassin ce qui est, en réalité, faux. Les ultraroyalistes, meurtris, expriment leur tristesse et leur colère par la demande de mesures d'exception, ce que Decazes finit par accepter. Mais malgré cette concession aux ultras, il est désavoué par la gauche de la chambre comme par la droite, qui se méfie de l'homme proposant ces mesures. Il est contraint de présenter sa démission le 17 février 1820 et est remplacé par Richelieu le 20, qui s'est précédemment assuré du soutien du comte d'Artois.